# النظام الهندي الإقليمي للملاحة بالأقمار الاصطناعية

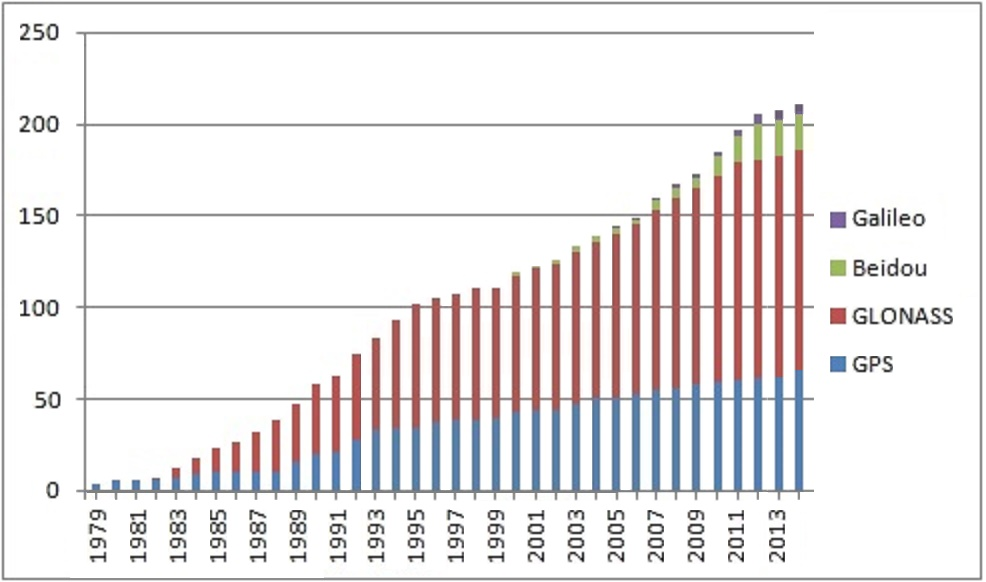
النظام الهندي الإقليمي للملاحة بالأقمار الاصطناعية أو نظام الملاحة الهندي (بالإنجليزية: Indian Regional Navigation Satellite System) هو نظام للملاحة بالأقمار الاصطناعية تحت البناء والتطوير، يدار بشكل كامل بواسطة الحكومة الهندية. وهو نظام يغطي المنطقة الأقليمية للهند ومحيطها. يحتوي النظام في الوقت الحاضر على 7 أقمار فقط في مدار على ارتفاع 36,000 كم عن سطح الأرض وسيصل عدد الأقمار الاصطناعية إلى 11 قمراً عند انتهاء المشروع. سيكون عام 2018م موعد التشغيل الرسمي للنظام بعد إجراء عمليات الفحص الروتنية. سيقدم النظام عند اطلاقة خدمات الملاحة المدنية غير المشفرة في أماكن التغطية بالإضافة إلى خدمات الملاحة العسكرية المشفرة للجيش الهندي وانظمته المستقبلية.

النظام الهندي الإقليمي للملاحة بالأقمار الاصطناعية أو نظام الملاحة الهندي (بالإنجليزية: Indian Regional Navigation Satellite System)‏ هو نظام للملاحة بالأقمار الاصطناعية تحت البناء والتطوير، يدار بشكل كامل بواسطة الحكومة الهندية. وهو نظام يغطي المنطقة الأقليمية للهند ومحيطها. يحتوي النظام في الوقت الحاضر على 7 أقمار فقط في مدار على ارتفاع 36,000 كم عن سطح الأرض وسيصل عدد الأقمار الاصطناعية إلى 11 قمراً عند انتهاء المشروع. سيكون عام 2018م موعد التشغيل الرسمي للنظام بعد إجراء عمليات الفحص الروتنية. سيقدم النظام عند اطلاقة خدمات الملاحة المدنية غير المشفرة في أماكن التغطية بالإضافة إلى خدمات الملاحة العسكرية المشفرة للجيش الهندي وانظمته المستقبلية.

## دقة تحديد الموقع
صرح مركز التطبيقات الفضائية الهندي التابع لمنظمة بحوث الفضاء أن النظام سيوفر خدمة الملاحة للعامة بدقة تصل إلى 5 أمتار وبالتالي سيكون هذا النظام أفضل من الأنظمة الأجنبية العاملة في الهند مثل نظام التموضع العالمي الأمريكي ونظام غلوناس الروسي.